# Palazzo Rittmeyer

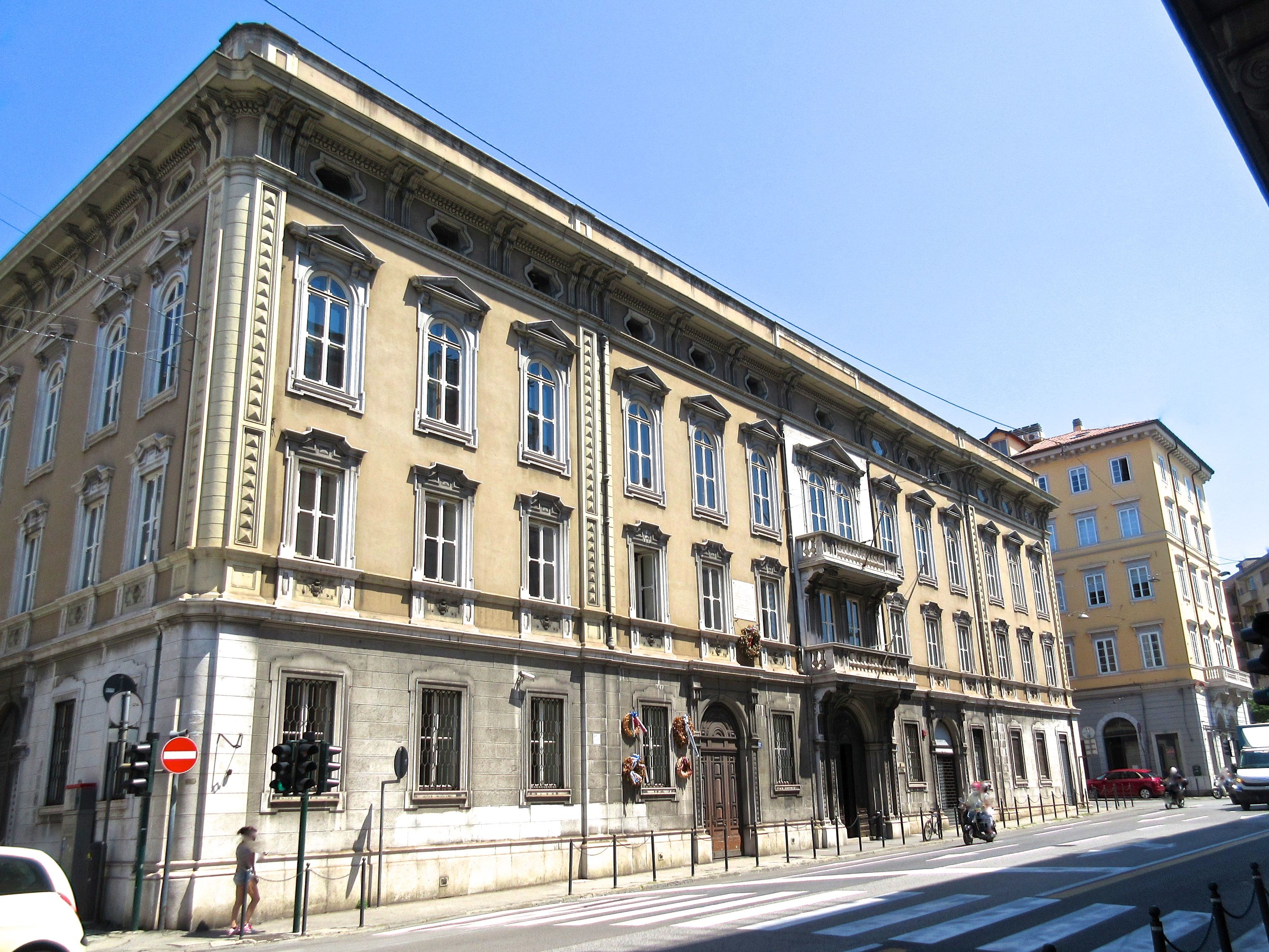
Palazzo Rittmeyer in Triëst, Italië

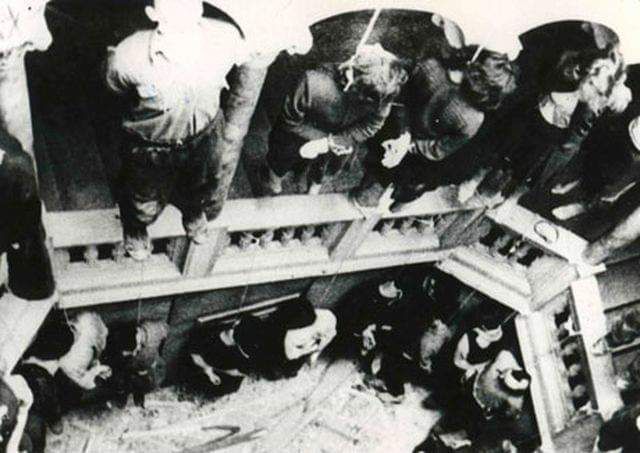
Bloedbad in 1944

Het Palazzo Rittmeyer (19e eeuw) is een voormalig stadspaleis in Triëst, een stad in de Noord-Italiaanse regio Friuli-Venezia Giulia. Het bevindt zich in de Via Carlo Ghega en huisvest het Stedelijk Muziekconservatorium Giuseppe Tartini naast andere stadsdiensten. De stijl is eclectisch.

## Naam
- Rittmeyer is de naam van de adellijke familie die het Palazzo bouwde.
- Giuseppe Tartini was een componist afkomstig uit het nabij gelegen Istrië.

## Historiek
In 1823 bouwde de Zwitserse edeldame Eliseo Rittmeyer er een stadspaleis. De havenstad Triëst behoorde destijds samen met Istrië tot Oostenrijk-Hongarije. Baron Carlo Rittmeyer kocht het nabij gelegen pand en liet het Palazzo Rittmeyer volledig herbouwen over de twee terreinen (1863). Barones Cecilia Rittmeyer schonk haar stadspaleis aan de stad Triëst bij het uitbreken van de Eerste Wereldoorlog (1914). Na de Eerste Wereldoorlog ging Triëst over naar Italië.
Tijdens de bezetting door Nazi-Duitsland in de Tweede Wereldoorlog werd het Palazzo Rittmeyer een kazerne voor de Duitsers. Het had de naam van Deutsches Soldatenheim. In april 1944 vond er een bomaanslag plaats in de eetzaal. Vier Duitse soldaten en een inwoonster uit Triëst kwamen om. Als vergelding doodden de Duitsers het tienvoud: vijftig gevangenen werden in het Palazzo afgeslacht. De Duitsers hingen hen op in de traphal alsook uit de vensters. De slachtpartij is bekend als de Eccidio di via Ghaga of het Bloedbad van de Carlo Ghagastraat.
Na de Vrede van Parijs (1947) werd het duidelijk dat Triëst bij Italië bleef en dus niet overging naar Joegoslavië (1954). In 1954 trok het muziekconservatorium genoemd naar Giuseppe Tartini naar het Palazzo Rittmeyer. Na restauratiewerken in de jaren 1980, werd het Palazzo plechtig in hergebruik genomen ter gelegenheid van de 300ste verjaardag van de geboorte van Giuseppe Tartini.